# Liste der Attentate auf Präsidenten der Vereinigten Staaten

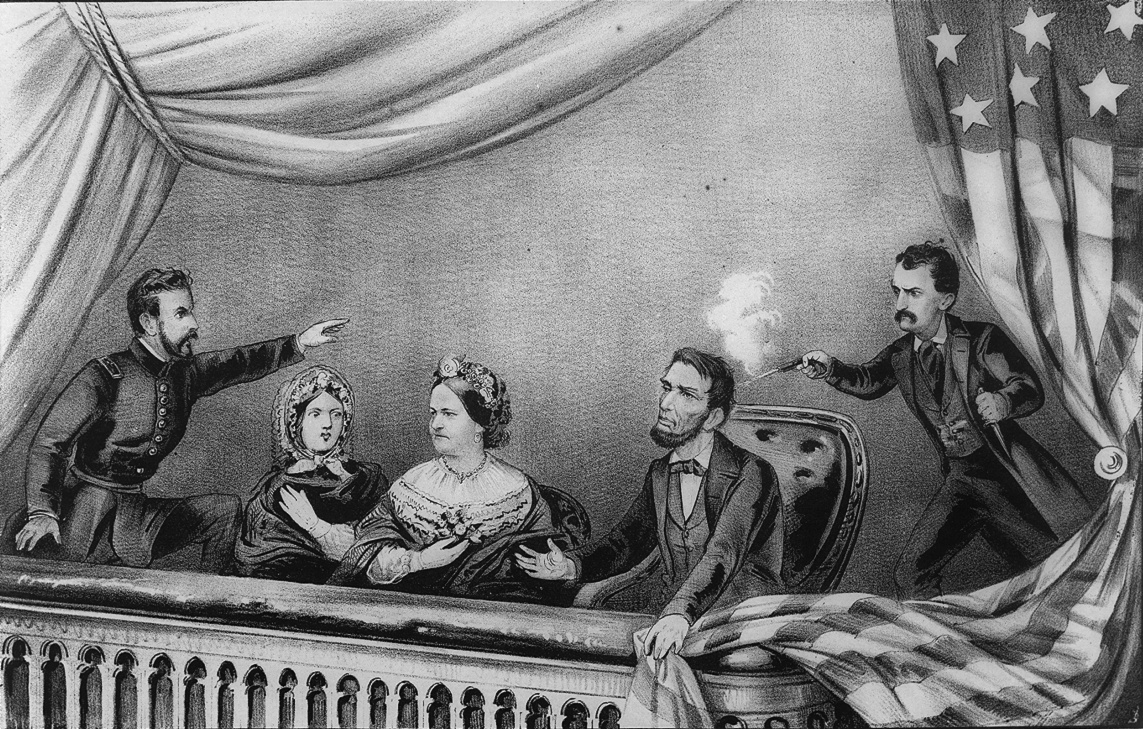
Das Attentat auf Abraham Lincoln – der erste Präsidentenmord

Die Liste der Attentate auf Präsidenten der Vereinigten Staaten nennt die Mordanschläge, die auf Präsidenten der Vereinigten Staaten von Amerika ausgeübt wurden.
Es gibt 22 bekannte Attentate auf damals amtierende oder ehemalige Präsidenten sowie auf gewählte Präsidenten. Vier Präsidenten starben bei den verübten Attentaten oder an deren Folgen: Abraham Lincoln (16. Präsident), James A. Garfield (20. Präsident), William McKinley (25. Präsident) und John F. Kennedy (35. Präsident).
Drei Präsidenten wurden durch Attentate verletzt: Theodore Roosevelt (26. Präsident), Ronald Reagan (40. Präsident) und Donald J. Trump (45. Präsident).
Die meisten Attentate wurden in Washington, D.C. verübt. Das Weiße Haus wurde dabei von mehreren Tätern als Tatort gewählt. Nur zwei Attentate wurden außerhalb der Vereinigten Staaten begangen, nämlich in Kuwait und in Tiflis.

## Morde
| Präsident         | Bild              | Datum         | Datum         | Alter | Ort               | Attentäter                             | Bemerkungen |
| Präsident         | Bild              | Attentat      | Tod           | Alter | Ort               | Attentäter                             | Bemerkungen |
| ----------------- | ----------------- | ------------- | ------------- | ----- | ----------------- | -------------------------------------- | --- |
| Abraham Lincoln   | Abraham Lincoln   | 14. Apr. 1865 | 15. Apr. 1865 | 56    | Washington, D.C.  | John Wilkes Booth                      | Das Attentat auf Abraham Lincoln fand am Karfreitag um 22:15 Uhr statt. Lincoln wurde von dem bekannten Schauspieler John Wilkes Booth während einer Vorführung im Ford’s Theatre angeschossen. Lincoln erlitt tödliche Kopfverletzungen und verstarb am Morgen des darauffolgenden Tages im Haus von William Petersen. Das Attentat auf Lincoln war Teil einer komplexen Verschwörung, die auch die Ermordung von Vizepräsident Andrew Johnson, General Ulysses S. Grant und Außenminister William H. Seward vorsah, weil sie an diesem Abend auch zu der Vorführung eingeladen waren. Da jedoch alle drei der Vorstellung fernblieben, konnte nur Lincoln getötet werden. Booth und seine neun Mitverschwörer waren Sympathisanten der Südstaaten und mit deren Niederlage im Bürgerkrieg unzufrieden. |
| James A. Garfield | James A. Garfield | 2. Juli 1881  | 19. Sep. 1881 | 49    | Washington, D.C.  | Charles J. Guiteau                     | Das Attentat auf James A. Garfield fand um 9:30 Uhr statt, vier Monate nach seinem Amtsantritt. Garfield wurde von einem psychisch Kranken namens Charles J. Guiteau mit einem Revolver angeschossen, als er in einem Bahnhof in Washington einen Zug besteigen wollte. Einer der beiden Schüsse traf den Präsidenten in den Rücken und verletzte ihn schwer. Er starb elf Wochen später am 19. September an den Folgen einer Infektion, die durch nicht sterile Instrumente ausgelöst wurde. Das Attentat war persönlich motiviert: Guiteau hatte, nachdem er Garfield im Wahlkampf unterstützt hatte, wiederholt vergeblich um seine Ernennung zum Generalkonsul in Paris ersucht. |
| William McKinley  | William McKinley  | 6. Sep. 1901  | 14. Sep. 1901 | 58    | Buffalo, New York | Leon Czolgosz                          | Das Attentat auf William McKinley fand im Temple of Music auf der Pan-American Exposition statt. Der polnischstämmige Anarchist Leon Czolgosz schoss zweimal aus nächster Nähe auf den Präsidenten. McKinley verstarb acht Tage später an seinen inneren Verletzungen. Die Tat war inspiriert durch das Attentat von Gaetano Bresci auf den italienischen König Umberto I. im Jahr zuvor. |
| John F. Kennedy   | John F. Kennedy   | 22. Nov. 1963 | 22. Nov. 1963 | 46    | Dallas, Texas     | Lee Harvey Oswald (mutmaßlicher Täter) | Das Attentat auf John F. Kennedy fand um 12:30 Uhr während einer Fahrt durch Dallas im offenen Auto statt. Kennedy wurde von zwei Gewehrschüssen tödlich getroffen. Er starb etwa eine Stunde später an den erlittenen Verletzungen. Nach herrschender Ansicht wurde die Tat von Lee Harvey Oswald als Einzeltäter verübt. Eine abschließende Klärung war jedoch unter anderem deswegen nicht möglich, weil Oswald vor Eröffnung des Verfahrens seinerseits einem Attentat durch den Nachtclubbesitzer Jack Ruby zum Opfer fiel. |

## Versuchte Morde
| Präsident             | Bild                  | Datum Attentat | Alter | Ort                        | Täter                              | Bemerkungen |
| --------------------- | --------------------- | -------------- | ----- | -------------------------- | ---------------------------------- | --- |
| Andrew Jackson        | Andrew Jackson        | 30. Jan. 1835  | 67    | Washington, D.C.           | Richard Lawrence                   | Der vermutlich geistig verwirrte Attentäter versuchte auf den Präsidenten zu schießen, seine beiden Pistolen zündeten aber aufgrund des feuchten Wetters nicht. |
| Abraham Lincoln       | Abraham Lincoln       | 23. Feb. 1861  | 52    | Baltimore, Maryland        | Cipriano Ferrandini                | Lincoln wurde auf dem Weg zu seiner Amtseinführung von Cipriano Ferrandini angegriffen. |
| Theodore Roosevelt    | Theodore Roosevelt    | 14. Okt. 1912  | 53    | Milwaukee, Wisconsin       | John F. Schrank                    | Roosevelt wurde vom Barkeeper John F. Schrank in einer Bar in Milwaukee ein Mal angeschossen. Das zusammengefaltete Manuskript und ein metallenes Brillenetui in seiner Jackentasche dämpften den Schuss ab, das Projektil wurde jedoch nie aus seiner Brust entfernt. Das Ende von Roosevelts Amtszeit lag zu diesem Zeitpunkt bereits dreieinhalb Jahre zurück, er befand sich jedoch im letztlich erfolglosen Wahlkampf für eine erneute Präsidentschaft.                                                                                                |
| Franklin D. Roosevelt | Franklin D. Roosevelt | 15. Feb. 1933  | 51    | Miami, Florida             | Giuseppe Zangara                   | Das Attentat auf Franklin D. Roosevelt fand einen Monat vor seiner Vereidigung zum US-Präsidenten statt. Der Italo-Amerikaner Giuseppe Zangara feuerte fünf Schüsse ab. Vier Menschen starben bei diesem Attentat, darunter auch der Bürgermeister von Chicago, Anton Cermak. Ob Roosevelt oder Cermak das eigentliche Ziel des Attentats war, ist umstritten. |
| Harry S. Truman       | Harry S. Truman       | 1. Nov. 1950   | 66    | Washington, D.C.           | Griselio Torresola, Oscar Collazo  | Das Attentat auf Truman wurde von zwei puerto-ricanischen Freiheitsaktivisten im Blair House verübt. Nachdem sie zwei Wachposten am Haupteingang niedergeschossen hatten, versuchten sie sich Zugang zum Gebäude zu verschaffen, was jedoch misslang. Torresola wurde anschließend von einem Beamten der White House Police Force getötet. Torresola hatte diesen bereits vorher schwer verwundet. Stunden später erlag auch er seinen Verletzungen. Der zweite Attentäter, Oscar Collazo, wurde verhaftet und zu einer lebenslangen Haftstrafe verurteilt. |
| John F. Kennedy       | John F. Kennedy       | 11. Dez. 1960  | 43    | Palm Beach, Florida        | Richard Paul Pavlick               | Vor seinem Amtsantritt wurde auf Kennedy ein Attentat durch Richard Paul Pavlick ausgeübt, als er in Palm Beach seine Ferien verbrachte. Der Ex-Post-Mitarbeiter Pavlick versuchte ihn mittels einer Autobombe umzubringen. |
| Richard Nixon         | Richard Nixon         | 22. Feb. 1974  | 61    | Washington, D.C.           | Samuel Byck                        | Samuel Byck versuchte ein Flugzeug zu entführen, um es in das Weiße Haus zu stürzen, in der Hoffnung, Nixon zu töten. |
| Gerald Ford           | Gerald Ford           | 5. Sep. 1975   | 62    | Sacramento, Kalifornien    | Lynette Fromme                     | Lynette Fromme versuchte Ford mit einer Pistole im Capitol Park zu ermorden. Die Waffe war mit vier Schüssen geladen, jedoch war die Kammer leer, sodass kein Schuss auf den Präsidenten abgegeben werden konnte. |
| Gerald Ford           | Gerald Ford           | 22. Sep. 1975  | 62    | San Francisco, Kalifornien | Sara Jane Moore                    | Das zweite Attentat auf Ford wurde nur 17 Tage später vor dem St.-Francis-Hotel ausgeübt. Aus zwölf Metern feuerte Sara Jane Moore einen einzigen Schuss auf den Präsidenten ab. Das Geschoss verfehlte ihn, da der Passant Oliver Sipple Moores Arm ergriff und sie dann zu Boden zog. |
| Jimmy Carter          | Jimmy Carter          | 5. Mai 1979    | 54    | Los Angeles, Kalifornien   | Raymond Lee Harvey, Osvaldo Ortiz  | Harvey wurde bereits zehn Minuten vor dem geplanten Attentat festgenommen. Er wollte mit seiner Waffe und dem Komplizen Osvaldo Ortiz Präsident Carter während einer Rede erschießen. |
| Ronald Reagan         | Ronald Reagan         | 30. März 1981  | 70    | Washington, D.C.           | John Hinckley, Jr.                 | Das Attentat auf Ronald Reagan fand um 14:27 Uhr vor dem Washington Hilton Hotel statt, nachdem er dort eine Rede gehalten hatte. Während Reagan, umringt von Secret-Service-Agenten, zur geparkten Präsidentenlimousine ging, gab John Hinckley, Jr. aus nächster Nähe mehrere Schüsse ab, die sowohl Reagan als auch drei weitere Personen verwundeten. Reagan konnte von einem Secret-Service-Agenten in die Limousine gestoßen werden und überlebte das Attentat trotz seiner schweren Schussverletzung.                                                |
| George Bush           | George H. W. Bush     | 13. Apr. 1993  | 68    | Kuwait, Emirat Kuwait      | 16 Gefolgsleute von Saddam Hussein | 16 Anhänger Husseins schmuggelten ein Auto mit einer Bombe nach Kuwait. Sie versuchten damit, Bush umzubringen, der eine Rede an der Universität Kuwait hielt. |
| Bill Clinton          | Bill Clinton          | 12. Sep. 1994  | 48    | Washington, D.C.           | Frank Eugene Corder                | Corder flog mit einer Cessna ins Weiße Haus, um Clinton zu töten. Die Präsidentenfamilie war allerdings zu diesem Zeitpunkt außer Haus. Corder starb beim Absturz. |
| Bill Clinton          | Bill Clinton          | 29. Okt. 1994  | 48    | Washington, D.C.           | Francisco Martin Duran             | Das zweite Attentat auf Clinton fand beim Weißen Haus statt. Der Attentäter feuerte mit einer halbautomatischen Waffe 29 Schüsse auf ein Fenster, hinter dem jedoch eine andere Person stand, die nicht verletzt wurde. Duran wurde verhaftet und zu einer 40-jährigen Haftstrafe verurteilt. |
| George W. Bush        | George W. Bush        | 7. Feb. 2001   | 54    | Washington, D.C.           | Robert Pickett                     | Pickett feuerte mehrere Schüsse auf das Weiße Haus ab, in der Hoffnung, George W. Bush ermorden zu können. Bevor er jedoch in dessen Nähe gelangen konnte, wurde er von der United States Park Police aufgehalten. |
| George W. Bush        | George W. Bush        | 10. Mai 2005   | 58    | Tiflis, Georgien           | Vladimir Arutyunian                | Das zweite Attentat auf Bush wurde während einer Podiumsdiskussion verübt. Arutyunian warf eine scharfe Handgranate in Richtung des Präsidenten. Sie explodierte nicht, weil sie zu eng mit einem Tuch umwickelt war und sich deshalb der Zündbügel nicht lösen konnte. |
| Barack Obama          | Barack Obama          | 11. Nov. 2011  | 50    | Washington, D.C.           | Oscar Ortega-Hernandez             | Am Freitag, den 11. November 2011, gab Ortega-Hernandez aus einer halbautomatischen Feuerwaffe mehrere Schüsse auf das Weiße Haus ab, um Obama zu treffen. Dieser befand sich jedoch zu dem Zeitpunkt in seiner Heimatstadt Honolulu. |
| Donald J. Trump       | Donald J. Trump       | 13. Juli 2024  | 78    | Butler, Pennsylvania       | Thomas Matthew Crooks              | Am 13. Juli 2024 um 18:11 Uhr Ortszeit kam es während einer Wahlkampfveranstaltung in Pennsylvania zu einem Attentat auf Donald Trump mit einer Schusswaffe durch Thomas Matthew Crooks. Ex-Präsident Trump, zu diesem Zeitpunkt designierter republikanischer Präsidentschaftskandidat für die Wahl 2024, erlitt Verletzungen am rechten Ohr. Ein Zuschauer wurde getötet, mindestens zwei weitere schwer verletzt, und der Täter vom Secret Service erschossen.                                                                                           |
| Donald J. Trump       | Donald J. Trump       | 15. Sep. 2024  | 78    | Palm Beach, Florida        | Ryan Wesley Routh                  | Als Trump am 15. September 2024 auf seinem Golfplatz spielte, lauerte ihm ein Schütze auf. Nachdem ein Beamter des Secret Service ihn entdeckt und beschossen hatte, floh er mit einem Auto, wurde aber noch am selben Tag gefasst (vgl. Artikel Attentat auf Donald Trump, dort unten). |